# Tolpis glabrescens
Tolpis glabrescens là một loài thực vật có hoa trong họ Cúc. Loài này được Kämmer miêu tả khoa học đầu tiên năm 1976.